# 小川の辺
『小川の辺』（おがわのほとり）は、2011年公開の日本映画。

## 概要
藤沢周平の短編集『闇の穴』収録の同題短編小説が原作。ロケは藤沢作品に多く登場する架空の藩「海坂藩」のイメージとされる山形県庄内地方で行なわれた。
2011年7月2日の全国公開にさきがけ、6月18日に山形県で先行公開。
同年3月11日に発生した東日本大震災の被災地支援のためのチャリティ上映会が6月7日に行われたほか、全国各地で行われた上映会・試写会では募金箱が設置された。

## あらすじ
剣の達人である若き海坂藩士・戌井朔之助は、藩命により藩政を批判し脱藩した佐久間森衛を討つべく彼の元に向かっていた。しかし佐久間の妻は朔之助の実妹・田鶴である。場合によっては妹も斬らねばならないという朔之助は葛藤を続けていたが…。

## キャスト
- 戌井朔之助：東山紀之
- 佐久間森衛：片岡愛之助
- 田鶴（朔之助の妹で森衛の妻）：菊地凛子
- 新蔵（戌井家の奉公人）：勝地涼
- 幾久（朔之助の妻）：尾野真千子
- 戌井忠左衛門（朔之助の父）：藤竜也
- 以瀬（朔之助の母）：松原智恵子
- 助川権之丞（海坂藩家老）：笹野高史
- 鹿沢尭白（海坂藩主侍医）：西岡徳馬
- 西沢利明、堀内正美、寺泉憲、並樹史朗、池内万作、綱島郷太郎、服部妙子、二階堂高嗣、田中祐希、綾田俊樹、山田幸伸、重松収、山西惇、森聖二、松澤仁晶　ほか

エキストラ
- 道を歩く町人：吉村美栄子（山形県知事）
- 旅人：市川昭男（山形市市長）
- 旅人の娘：熊谷瞳（山形テレビアナウンサー）
- 武家の娘：渡部有（テレビユー山形アナウンサー）
- 武家の娘の従者：鈴木淳予（ケーブルテレビ山形アナウンサー）
- 木を担ぐ農民A：渋谷雄司（山形新聞専務）
- 木を担ぐ農民B：相磯舞（山形放送アナウンサー）
- 旅商人：佐々木萌美（さくらんぼテレビジョンアナウンサー）

## スタッフ
- 監督：篠原哲雄
- 脚本：長谷川康夫、飯田健三郎
- 音楽：武部聡志
- 撮影：柴主高秀
- 照明：長田達也
- 録音：武進
- 美術：金田克美
- 編集：奥原好幸
- 殺陣指導：高瀬将嗣
- 殺陣助手：多加野詩子、加賀谷圭、芸利古雄
- 撮影支援：山形県
- 撮影協力：山形市、山形フィルムコミッション、上山市、寒河江市、西川町、中山町、千葉県フィルムコミッション　ほか
- 現像・VFX：IMAGICA
- 特別協力：遠藤展子、遠藤崇寿
- プロデュース：鴫原徹也、武部由実子、山中一浩、斉藤和哉、杉浦敬、森谷晁育
- 製作：「小川の辺」製作委員会（バンダイビジュアル、東映、東映ビデオ、木下工務店グループ、アサツー ディ・ケイ、シネスパーク、山形新聞社、山形放送、山形テレビ、テレビユー山形、さくらんぼテレビ、ケーブルテレビ山形、東北ケーブルテレビネットワーク、デスティニー）